# Ardelt (Lokomotive)
Die Ardelt ist eine Diesellokomotive, die zwischen 1936 und 1954 von den Ardelt-Werken in Eberswalde und Wilhelmshaven in 54 Exemplaren gebaut wurde. Sie war für den Einsatz im Rangierdienst vorgesehen; ihre Achsfolge ist B. Die Loks wurden vornehmlich von Industriebetrieben für ihre Werksbahnen beschafft.

## Lokomotiven aus Eberswalde
Die 1902 von Robert Ardelt in Eberswalde, Provinz Brandenburg, gegründete Ardelt-Werke GmbH baute zwischen 1936 und 1939 insgesamt 38 Lokomotiven mit Verbrennungsmotor, die sich vor allem durch das Ardelt-Überholungsgetriebe auszeichneten. Dieses patentierte Getriebe ermöglichte ein sicheres Schalten von einem Gang zum anderen ohne Zugkraftunterbrechung. Es kam unter anderem bei Diesellokomotiven, Triebwagen, Lastkraftwagen und den Einheitslokomotiven der Deutschen Reichsbahn zum Einsatz.
Zum Bau dieser Lokomotiven wurden von Deutz-KHD mehrere Motoren vom Typ F6M317 (80 PS) und A6M220 (150 PS) bezogen. Weitere Motoren lieferte MAN, Typ W6V175/22 mit 180 PS. Folgende Maschinen-Typen sind bekannt: NB 70, NB 85, NB 120, NB 150 sowie NB 180. Empfänger waren neben diversen Industriebetrieben und der Niederbarnimer Eisenbahn auch das Oberkommando des Heeres. Ardelt-Loks bezogen das Heereszeugamt Breslau, das Marine-Sperrzeugamt Swinemünde und die Kriegsmarinewerft Kiel. An die Niederbarnimer Eisenbahn wurden von anderen Firmen mit dem Niederbarnimer Eisenbahn T 3 und dem Niederbarnimer Eisenbahn T 4 zwei Triebwagen geliefert, die mit dem Getriebe der Ardelt-Werke ausgerüstet waren. Der T 3 ist im Zweiten Weltkrieg zerstört worden, der T 4 war bis 1966 in Betrieb.
Von den Rangierlokomotiven sind nur drei Stück museal erhalten geblieben: die Lok mit der Fabriknummer 13 (Denkmal, Kirow Ardelt AG, Eberswalde), die Lok mit der Fabriknummer 26 (Denkmal, Werksbahn der Hans Hatschek AG, Gmunden) und die Lok mit der Fabriknummer 28 (Bayerisches Eisenbahnmuseum (BEM), Nördlingen).
Die Ardelt 13 wurde 1938 an die Eisen und Metall AG in Gelsenkirchen ausgeliefert. Seit März 1980 stand sie auf einem Spielplatz in Gelsenkirchen-Erle, ehe sie 1991 im Westfälischen Industriemuseum (WIM) ausgestellt wurde. Im September 1993 wurde sie vom Museum auf einen Spielplatz in Leverkusen-Schlebusch transportiert. Im Dezember 2005 übernahm der Kranbau Eberswalde (seit 2008 Kirow Ardelt AG) die Lok und stellte sie auf dem Werksgelände als Denkmal auf. Damit kehrte die Diesellokomotive an ihren Herstellungsort zurück.
Die Ardelt 26 wurde 1939 an die Werksbahn der Hans Hatschek AG in Gmunden ausgeliefert und 2002 dort als Denkmal aufgestellt. Empfänger der Ardelt 28 war 1939 die Donauwerke AG für Kalkindustrie, Saal an der Donau. 1961 bis 1964 erfolgte ein Umbau in der Süddeutsche Kalkstickstoff-Werke AG (SKW), Werk Saal an der Donau. Seit 1988 steht die Rangierlokomotive im Bayerischen Eisenbahnmuseum in Nördlingen.
Nach dem Zweiten Weltkrieg erfolgte die Enteignung und Verstaatlichung des Werkes. Die Produktion von Lokomotiven wurde nicht wieder aufgenommen. Als VEB Kranbau Eberswalde konzentrierte sich der Betrieb auf die Herstellung von Hafenkranen. Seit 2008 trägt das Unternehmen „Ardelt“ wieder seinen ursprünglichen Namen. Ardelt ist Weltmarktführer für Doppellenker-Krane und produziert unter anderem Balancerkrane, Containerbrücken, Drehkrane, Portalkrane und Verladebrücken.

## Lokomotiven aus Wilhelmshaven
Nach 1945 musste die Familie Ardelt das Werk in Eberswalde aufgeben. Die Familie flüchtete nach Niedersachsen und gründete dort Werke in Osnabrück (Hauptverwaltung) und Wilhelmshaven (Hauptwerkstätten). Hier baute das Unternehmen zwischen 1951 und 1954 mit der Serie DSB Traktor 101–116 insgesamt 16 Lokomotiven für die Dänischen Staatsbahnen (DSB). 1951/52 wurden sechs Loks für den Probebetrieb und 1953 zehn leicht geänderte Serienfahrzeuge geordert und in den Hauptwerkstätten Wilhelmshaven fertiggestellt. Die Fahrzeuge hatten MAN-Dieselmotoren W5V 17,5/22A mit fünf Zylindern und eine Leistung von 123 kW (167 PS) bei 1000 min−1. DSB 115 war zeitweise mit einem stärkeren Motor von der Maschinenfabrik Frichs in Aarhus ausgestattet: FRICHS 6185CA, 6 Zylinder, 184 kW (250 PS) bei 1000 min−1.
Die Lokomotiven hatten einen halbhohen, schmalen Motorvorbau mit einem endständigen Führerhaus, das zweiachsige Fahrwerk wurde über Blindwelle und Stangen angetrieben. Eine Besonderheit war das von Ardelt patentierte pneumatisch geschaltete Fünfgang-Getriebe mit Lamellenkupplung: Dieses Getriebe ermöglichte ein kraftschlüssiges Schalten, das heißt, dass auch während des Schaltvorganges die Motorleistung kontinuierlich übertragen wird.
Die Ardelt-Lokomotiven waren auf Seeland und Fünen stationiert und während ihrer gesamten Dienstzeit grün lackiert. Neben ihrer Rangiertätigkeit beförderten sie zeitweise leichte Güterzüge auf Nebenstrecken. Bis 1989 waren alle von Ardelt gebauten Lokomotiven bei der DSB ausgemustert. Von den Ardelt-Loks ist nur die DSB 115 (MAN-Nr. 203748) museal erhalten geblieben. Sie wurde 1954 an die DSB geliefert und 1989 außer Dienst gestellt. Seit 1990 steht sie beim Östejaellandske Jernbaneklubb (OSJK) in Køge, Region Sjælland.
Die Ardelt-Werke in Niedersachsen stellten neben Lokomotiven auch schwere und schwerste Krananlagen her. Ein großer Teil der Produktion ging in den Export. Am 15. August 1953 verlegte Ardelt ihre bisher in Osnabrück untergebrachte Hauptverwaltung zu den Hauptwerkstätten nach Wilhelmshaven. Die Werke gelangten 1953 zur Friedrich Krupp AG und firmierten nun unter der Bezeichnung Krupp-Ardelt GmbH. Das Unternehmen änderte die Bezeichnung in Krupp-Kranbau, als 1964 nach dem Tode von Rudolf Ardelt auch die Anteile der Familie an Krupp übergingen.